# American International Building
American International Building är en 290 meter hög skyskrapa i New York, USA och är den artonde högsta i USA. Byggnaden, som färdigställdes 1932, har 66 våningar.